# Primula secundiflora
Primula secundiflora är en viveväxtart som beskrevs av Adrien René Franchet. Primula secundiflora ingår i släktet vivor, och familjen viveväxter. Inga underarter finns listade i Catalogue of Life.